# 渡し舟 (ベルヘムの絵画)
『渡し舟』（わたしぶね、仏: Le Passage du bac）、または『羊飼いと家畜が川を渡る風景』（ひつじかいとかちくがかわをわたるふうけい、英: Landscape with Shepherds and Cattle Crossing a River）は、オランダ黄金時代の画家ニコラース・ベルヘムが1670年ごろ、板上に油彩で制作した絵画である。「Berchem f.」という画家の署名が記されている。ウィレム5世 (オラニエ公) のコレクションに由来するが、フランス革命中の1795年にフランス軍に掠奪され、現在、パリのルーヴル美術館に所蔵されている。

## 作品
ニコラース・ベルヘムは、オランダの有名な静物画家ピーテル・クラースゾーンの息子である。彼が父親から技術的な基礎を学んだことは間違いなく、加えて彼の画風は師のヤン・ファン・ホイエンのもとで形成された。創作活動を始めたころベルヘムはイタリアを旅したが、彼の全風景はその経験から発想を得たものであろう。17世紀に活躍したオランダ人画家の中でも、彼はイタリア様式で描いたアルカディア的風景の大家と見なされている。
ベルヘムは、大きな川、小さな島々、石の多い海岸、廃墟と化した城、木々、石だらけの荒地、雲に覆われた山頂、わずかな人影などのモティーフを用いて、刻々と変化する景色を生み出した。比較的小さな本作は荒涼たる景観が暗い色調により支配されているものの、穏やかな雰囲気を発している。それは、主に淡い金色の太陽の光が光景を照らしているためであろう。前景だけは陰になっていて、作品の題名となっている左端の渡し舟は一見して目につきにくい。その結果、鑑賞者の注意は、動物を連れて歩く人々のほうに注がれることになる。とりわけ馬に乗っている女性はギリシア神話のニンフのようで、目を引く存在となっている。